# Lucius Volusius Maecianus
Lucius Volusius Maecianus, autrefois francisé en Mécien, né vers 110 et mort après 166, est un juriste romain, chevalier puis sénateur romain et consul durant le règne de Marc Aurèle, empereur dont il avait été le professeur de droit.

## Carrière et biographie
Volusius Maecianus était un Italien originaire de Rome ou de ses environs, peut-être plus précisément d'Ostie. Comme beaucoup de chevaliers de son époque, Volusius Maecianus commence sa carrière en tant que préfet des ouvriers. Ensuite il exécute un service militaire plus court qu'à l'ordinaire puisqu'il ne compte qu'une milice, la préfecture de la cohorte I Aelia Classica en Bretagne. Puis il est nommé assistant du curateur des travaux publics à Rome (adiutor operum publicorum). 
Cependant il était devenu expert en droit romain, s'étant sans doute formé auprès de Salvius Iulianus et Marcus Vindius Verus,. À l'extrême fin du règne d'Hadrien, entre février et juillet 138, il est nommé secrétaire a libellis d'Antonin, alors héritier de l'empire. Durant le règne de ce dernier il est préfet des véhicules, puis a studiis et dans le même temps procurateur chargé des bibliothèques, charge qui lui vaut un salaire de deux cent mille sesterces. Il est nommé ensuite a libellis et censibus. Volusius Maecianus est une autorité particulièrement appréciée d'Antonin le Pieux. Sa carrière est rapide et se déroule à Rome. Il figure parmi les juristes dont cet empereur s'entoure. Il est jurisconsulte et participe au conseil de l'empereur. On lui confie aussi la charge d'enseigner le droit au jeune Marc Aurèle, héritier de l'empire. C'est à l'occasion de cet enseignement qu'il rédige, à l'intention de Marc Aurèle, un traité de métrologie sur les divisions de l'as. 
Après avoir reçu une prêtrise, le pontificat mineur, Volusius atteint les sommets de la carrière équestre, la préfecture de l'annone dans les années 150, puis la préfecture d'Égypte en 160-161,. De retour d'Égypte il bénéficie de l'honneur de l'adlectio et entre au sénat grâce à Marc Aurèle avec rang d'ancien préteur. Il continue à être consulté pour ses compétences juridiques et reçoit l'appellation d'ami des empereurs : celle-ci souligne son attention et son scrupule qui « viennent s'ajouter à une expérience du droit civil ancienne et solide ». Il est nommé préfet du trésor de Saturne puis consul suffect vers 166. En conséquence peut-être de sa préfecture de l'annone, ou de ses origines, il avait noué des liens important avec Ostie dont il fut le patron, il y fut aussi patron de collège. Il est possible qu'une de ses filles ait épousé Avidius Cassius dont l'un des fils se nommait Maecianus,.
Outre son traité de métrologie — la Distributio —, Maecianus avait laissé plusieurs œuvres juridiques dont de longs extraits nous ont été conservés par le Digeste. Il avait composé un traité en seize livres sur les fidéicommis (De fideicommissionibus ou Quaestiones de fideicommissis),, un traité en grec sur la loi de Rhodes (ex lege Rhodia), et un traité de Judiciis publicis en quatorze livres. L'œuvre de Maecianus est citée par Ulpien à de nombreuses reprises,.